# Il Libraio
Il Libraio è una rivista mensile italiana di informazione bibliografica fondata a Milano nel 1946 da Leo Longanesi. Nel 1949 cessò l'attività per poi essere rifondato nel 1989 a opera di Stefano Mauri.

## Storia
Leo Longanesi, fondatore dell'omonima casa editrice, scelse per Il Libraio il formato 33,5 x 23,5, assimilabile al tabloid. Egli stesso disegnò le copertine. Illustrato e stampato in rotocalco, sul modello di «Omnibus» (da cui ereditò anche il carattere tipografico Bodoni), aveva una foliazione di 8-16 pagine. Il primo numero uscì il 15 luglio 1946. Il direttore fu Longanesi, ma egli non apparve mai formalmente in questo ruolo. Firmò ufficialmente la rivista Bruno Licitra, avvocato e direttore amministrativo della casa editrice «Longanesi & C.»
Distribuito nelle librerie e venduto in abbonamento (non si trovava nelle edicole), il mensile nacque come bollettino delle novità della Longanesi & C. Si rivelò sin dai primi numeri una raffinata rivista culturale, sia per la qualità dei contenuti, sia per la ricercata veste grafica. Il periodico pubblicò sì varie recensioni delle novità editoriali, ma le affiancò ad inchieste culturali e articoli di costume. Tra i collaboratori figurarono personaggi illustri del mondo letterario e giornalistico, da Moravia a Cecchi, da Maccari ad Artieri, da Bartolini a Comisso, da Pellizzi ad Ansaldo. Presto altri intellettuali li seguirono: da Visentini alla Morante, da Montanelli alla Brin, da Furst alla Nemi e a Mario Monti.
A partire dal 1947 Longanesi lasciò a Giovanni Ansaldo la cura della rivista, sempre più preso dai suoi impegni editoriali, cui si affiancarono per la prima volta interessi politici. Il fondatore si allontanò sempre più dalla sua creatura; dall'altra parte Ansaldo si dedicò sempre più al mensile, giungendo a scrivere la maggior parte degli articoli.
Dopo le elezioni del 1948 (che videro la vittoria del maggior partito moderato, la Democrazia Cristiana), Longanesi abbandonò del tutto Il Libraio, ormai proiettato nella creazione di un nuovo giornale dal lettorato più ampio.
La rivista fu chiusa alla fine del 1949.

## Il Libraiodi Mauri Spagnol
La rivista è stata rifondata nel 1989 dall'allora gruppo Longanesi e attualmente è pubblicata dal Gruppo editoriale Mauri Spagnol. Direttore responsabile è Stefano Mauri.